# برايان ويليامز

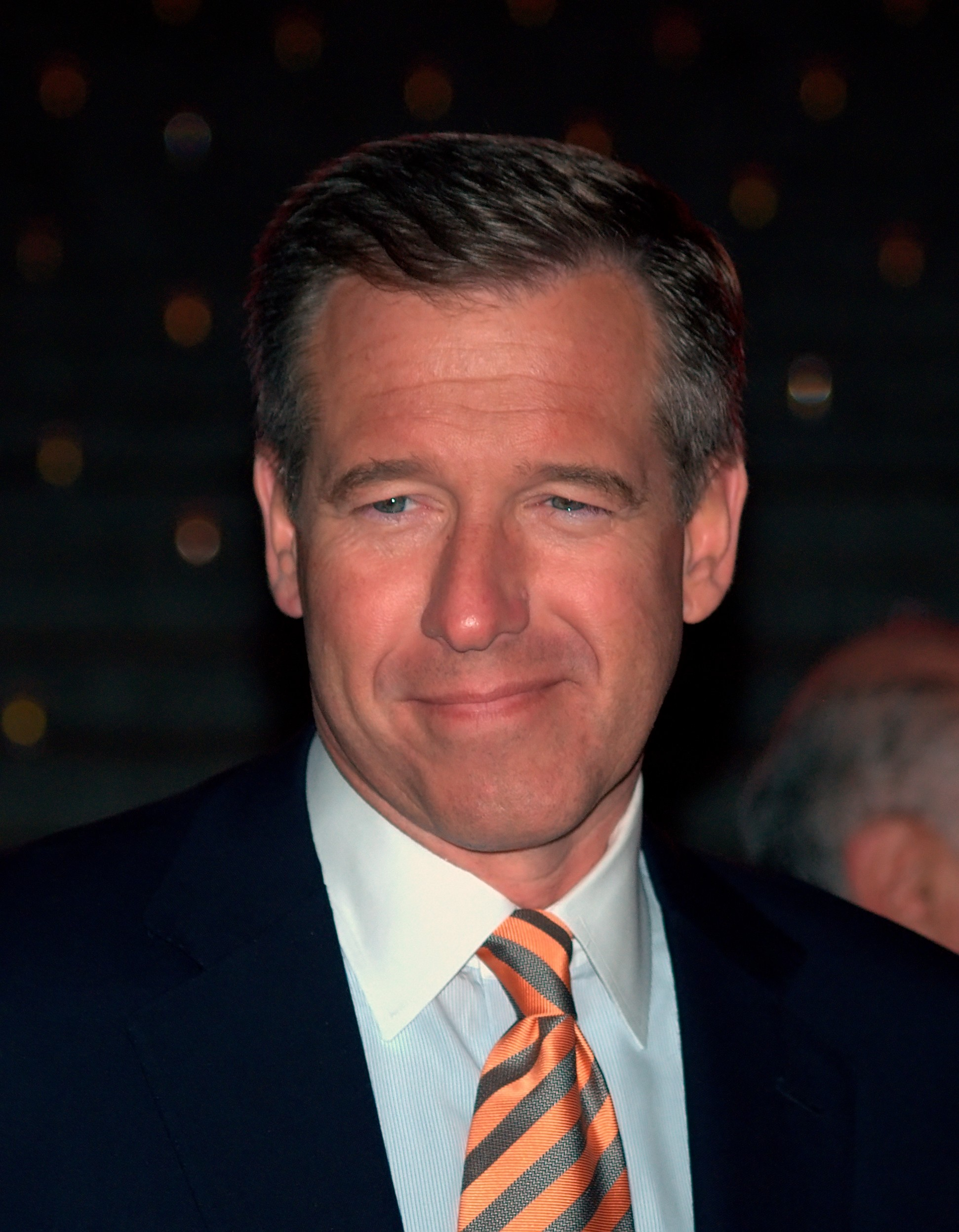
برايان ويليامز

برايان ويليامز (بالإنجليزية: Brian Williams)‏ ولد في ولاية نيويورك في 5 مايو 1959. مذيع ومحرر نشرة الأخبار الأكثر مشاهدةً في أمريكاً على شبكة NBC. عمل في مجال الإعلام وكان مراسل قناة CNBC للبيت الأبيض قبل أن يصبح مقدم نشرة NBC Nightly News. ذكرته مجلة التايم الأمريكية ضمن ال100 شخص الأكثر تأثيراً في العالم للعام 2007. يصل راتبه السنوي إلى 10 ملايين دولار أمريكي.

## روابط خارجية
- برايان ويليامز على موقع IMDb (الإنجليزية)
- برايان ويليامز على موقع ميوزك برينز (الإنجليزية)
- برايان ويليامز على موقع إن إن دي بي (الإنجليزية)
- برايان ويليامز على موقع قاعدة بيانات الفيلم (الإنجليزية)